# Наказы
Нака́зы (фр. cahiers de doléances, «тетради жалоб») — в дореволюционной Франции своды жалоб и челобитных, подававшихся депутатам при отправлении тех в Генеральные штаты. Составлялись с 1560 года, стали издаваться с 1867 года. Особенно важный источник для истории французской революции представляют наказы 1789 года.

## История наказов

### XVI век
Обычай составления наказов установился около 1560 г. Прибыв в город, куда созывались Генеральные штаты, депутаты каждого сословия, собравшись по губернаторствам, составляли свод из привезённых ими жалоб и челобитных (doléances); затем вырабатывался общий свод наказов (cahier de doléances), представлявший собой, таким образом, картину местных нужд и пожеланий и, в то же время, как бы программу реформ, испрашиваемых у короля.
Этот последний свод подносился королю, в торжественном заседании, ораторами трех сословий, то есть обыкновенно их председателями. После роспуска Генеральных штатов французское правительство до известной степени принимало во внимание переданные ему наказы и издавало вызванные ими правила или законы.

### XVIII век
Об обычае составлять наказы вспомнили, когда в 1789 году, после двухвекового почти перерыва, вновь были созваны Генеральные штаты. Наказы 1789 года представляют собой один из важнейших исторических памятников; значение их для истории французской революции было, однако, оценено довольно поздно, что объясняется отчасти их малодоступностью в прежнее время.
Хотя еще во время революции появились в печати извлечения, сделанные из наказов, но предметом научного исследования они могли сделаться лишь с 1867 г., когда начал выходить в свет обширный, издаваемый за счёт французского правительства сборник материалов для истории Франции, под названием: «Archives Parlamentaires de 1787—1860 гг.» (под ред. Маридаля и Лорана). Первые 6 томов сборника заключают в себе наказы 1789 г.; но и это издание дает не весь материал, представляемый наказами.
По регламенту 1789 г. наказы третьего сословия составлялись в два приема — по приходам и по судебным округам (бальяжам и сенешальствам — в южной Франции). Составленные на сходке приходских обывателей тетради отсылались в главный город судебного округа и там особо выбранная для этого комиссия делала из них извлечение (réduction), которое и представляло собой наказы всего бальяжа и предназначалось для депутатов генеральных штатов.
Что касается до духовенства и дворянства, то они собирались в главных городах бальяжей и непосредственно там составляли свои наказы. Издатели «Archives Parlamentaires» воспользовались материалом, который остался от Национального собрания 1789—91 гг.; поэтому в их сборник вошли лишь наказы бальяжей и сравнительно небольшое число приходских или первичных наказов, которые были случайно препровождены в канцелярию Национального собрания.
Между тем, первичные наказы имеют особенный интерес для изучения экономического положения, быта и настроения сельского населения. Местными архивистами или историками исследовано или издано изрядное количество и приходских наказов. Этим материалом воспользовались Н. Кареев («О крестьянах во Франции», 1879) и М. Ковалевский («Происхождение современной демократии», 1895), где можно найти и подробные ссылки на упомянутые издания.

## Способ составления
Большую роль играли наперед заготовленные, печатные и рукописные образцы наказов, рассылавшихся главным образом из Парижа, а также из местных центров. Особенное влияние имел в этом отношении Сиейс, образцовый наказ которого поддерживался герцогом Орлеанским, крупнейшим из землевладельцев в тогдашней Франции. В самих наказах можно нередко встретить доказательства того, что они составлены по известному образцу.
Затем на характер наказов сильно влияли руководители избирательных собраний, бравшие на себя составление местного наказа. Это были в некоторых случаях местные землевладельцы, как Малуэ или экономист Дюпон, но чаще всего или священники (кюре), озлобленные против высшего духовенства и против монахов (см. мемуары Beugnot), или местные законоведы (нотариусы, стряпчие), увлекавшиеся общими теориями и проникнутые ненавистью к привилегиям.
Иногда литературно-образованный составитель наказов весьма ясно отдавал преимущество своим политическим стремлениям перед местными нуждами крестьян (например, к чисто политической программе присовокуплялось требование, чтобы крестьянам было дозволено иметь ружья против волков и к их собакам не привязывалось полено, препятствующее им гоняться за дичью).
Иногда сельские наказы представляли собой обширные учёные трактаты, со множеством ссылок на древние и новые законы, капитулярии Карла Великого, ордонансы французских королей и т. д. (например, Cahiers d’Essonne). Всего чаще такие наказы встречались в окрестностях больших городов и в особенности Парижа, как видно из напечатанных в «Arch. Par.» наказов окрестностей Парижа (Paris hors les murs).
Еще в большей степени настроение местных жителей маскировалось редакционной обработкой, которой приходские наказы подвергались в центральном бальяже (le siège). Эта работа предоставляла полнейший простор личным убеждениям и целям редакторов. В редакционной комиссии за городскими интеллигентами был обеспечен перевес над представителями сельского населения и сельских интересов. Это видно из следующего примера: в бальяже Шато-Тьерри было 236 выборщиков от 107 общин, из которых три городских; из этих 236 лиц, 129 принадлежало к крестьянам и виноделам, 32 — к ремесленникам, 26 — к купцам и содержателям харчевен, 46 — к мелким чиновникам (hommes de loi) и проч., между тем, в редакционную комиссию вошли 18 представителей последней группы и только 6 крестьян, которые, конечно, не могли иметь голоса при редакционной работе. Неудивительно, поэтому, что жители деревни Мениль-ла-Орн жалуются министру юстиции на пренебрежение, оказанное им в городе, где городские стряпчие (les praticiens du siège) всем овладели и 6 городских депутатов устранили от дела 32 сельских выборщиков.
Нужды сельского населения были оттеснены на задний план; на место вопроса о злоупотреблениях феодального порядка выдвинуто требование политических преобразований. Приход Asnon в Ниверне протестует против общего наказа своего бальяжа за то, что он касается только общих, политических вопросов (roule sur des objets généraux); жители этого прихода «представляют, поэтому, свои настоящие нужды, полагаясь относительно реформы общих злоупотреблений, известных всей нации, на знатных людей, которые приняли на себя эту обязанность». Так как в общем собрании выборщиков, естественно, брали верх люди страстные и представители крайних мнений, то и общие наказы представляли собой явное crescendo в революционном настроении. В этом отношении интересно сравнить между собой наказы парижских приходов. Они представляют собой всевозможные оттенки политического настроения; один отличается наивностью и умеренностью, другой — монархическим направлением, третий держится радикальных принципов, но не развивает их; один старается соединить верховную власть в руках короля и нации, другой предоставляет законодательную власть одной нации, третий прямо впадает в революционный тон — но общий парижский наказ далеко превосходит и его радикализмом требований.
То же самое зрелище представляет и провинция; так, например, приходский наказ Па-сюр-Ломер — образчик скромной сельской челобитной, но общий наказ бальяжа Перш постановляет благодарить Людовика XVI «за признание прав народа, не погашаемых давностью, но слишком давно забытых».
Весьма часто попытки слить воедино наказы, написанные с разных точек зрения, вносили в общие наказы резкие противоречия. Интересный образчик таких противоречий представляет дворянский наказ бальяжа Мант. Он начинается с горячего прославления монархии, как традиционного и наиболее соответствующего физическим условиям Франции образа правления, — но затем весь наказ проникнут господствовавшим рационализмом: принципы политики провозглашаются в нем «столь же абсолютными, как и нравственные принципы, ибо те и другие одинаково зиждутся на разуме»; за одним национальным собранием признается право приказывать гражданам, в форме закона, все, что не противно декларации прав и т. д. Такое колебание принципов объясняется тем, что составители наказа желали примирить традиционные воззрения мантских дворян с политическими убеждениями присутствовавшего в собрании маркиза Кондорсе, поклонника Североамериканских штатов и республиканского устройства.
Вообще, можно сказать, что способ переработки первичных наказов в общий наказ бальяжа сглаживал особенности местных наказов и подводил их под общие формулы, установленные тогдашней политической литературой.

## Историческая оценка наказов
Первый из историков, обративший внимание на значение наказов для выяснения французской революции, был Токвиль (в «Ancien régime et la révolution», 1856), но сделанные им наблюдения были высказаны кратко и мимоходом.
Вскоре после Токвиля началась разработка наказов в специальных исследованиях. Первые из них преследовали, вместе с научной, и политическую цель. Шассен (Chassin, «Le Génie de la Rév.», 1865) старался доказать, что «вся революция намечена, предопределена и уполномочена в наказах»; он утверждал, что «не отупевший и жалкий народ смиренно жалуется в наказах на свои житейские нужды», а они представляют «зрелище просвещенного народа, который одним скачком вырывается из бездны деспотизма».
Год спустя вышла книга L. de Poncins, «Les Cahiers de 1789», имевшая целью установить, что наказы 1789 г. являлись источником истинно либеральных принципов. «Любовь к свободе, установление её царства посредством господства законов, возрождение, а не разрушение древнего французского строя» — вот в чём заключался, по его мнению, «нравственный смысл (résumé) наказов».
Совершенно иначе отнесся Тэн к наказам в I томе «Origines de la France contemporaine» (1875). Они служат, в его глазах, иллюстрацией того, до какой степени бюрократическая централизация обезличила местное общество и сделала его добычей господствовавшего веяния. Представителями этого веяния были по деревням местные стряпчие и адвокаты («c’est l’homme de loi qui à conduit le paysan»). Мнение Тэна вызвало реакцию, проявившуюся, между прочим, в весьма дельном сочинении Шере (Cherest, «La Chute de l’ancien régime», 1884), который возмутился мыслью, «будто бы Франция 1789 г. в точности не знала, чего хотела». Для него наказ — «настоящий памятник национальной мысли»; он восхищался в нём «величайшей свободой ума», «необыкновенной силой размышления», «разнообразием и замечательной оригинальностью».